# Lunestedt
Lunestedt (niederdeutsch Luunst) ist eine Ortschaft in der Einheitsgemeinde Beverstedt im niedersächsischen Landkreis Cuxhaven, welche 1968 durch eine Gebietsreform aus den zuvor selbständigen Gemeinden Freschluneberg (niederdeutsch Lunbarg) und Westerbeverstedt (niederdeutsch Westerbeverst) hervorging.

## Geografie

### Lage
Der Ort liegt an dem Flüsschen Lune, einem Nebenfluss der Weser, und an der Bahnstrecke Bremen–Bremerhaven. Der Bahnhof an der 1862 eingerichteten Strecke zwischen Bremen und Geestemünde wurde 1879 eröffnet.
Am Kreuzungsbereich Am Geeren / Breslauer Straße (neuer Name: Zum Waldblick) befindet sich die Senke Westerbeverstedter Kessel, von der Geologen sicher sind, dass es ein Überbleibsel der Eiszeit ist – entweder ein Toteiskessel oder eine Bodeneisbildung.
Nördlich von Lunestedt liegt auf der Nordseite des Dohrener Bachs das Naturschutzgebiet Im Hausbeeken.

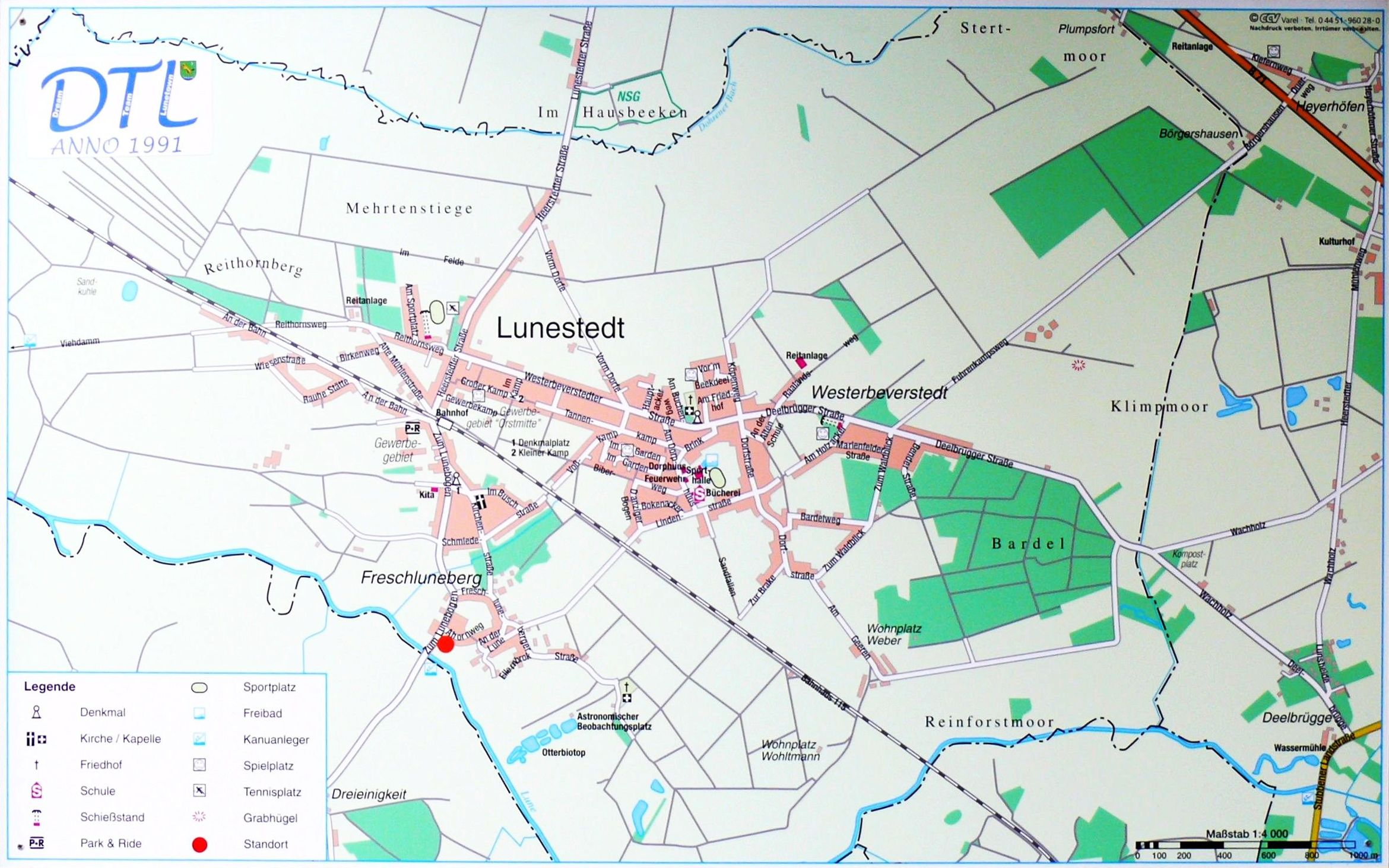
Ortsplan von Lunestedt
Die Orte in der Einheitsgemeinde Beverstedt
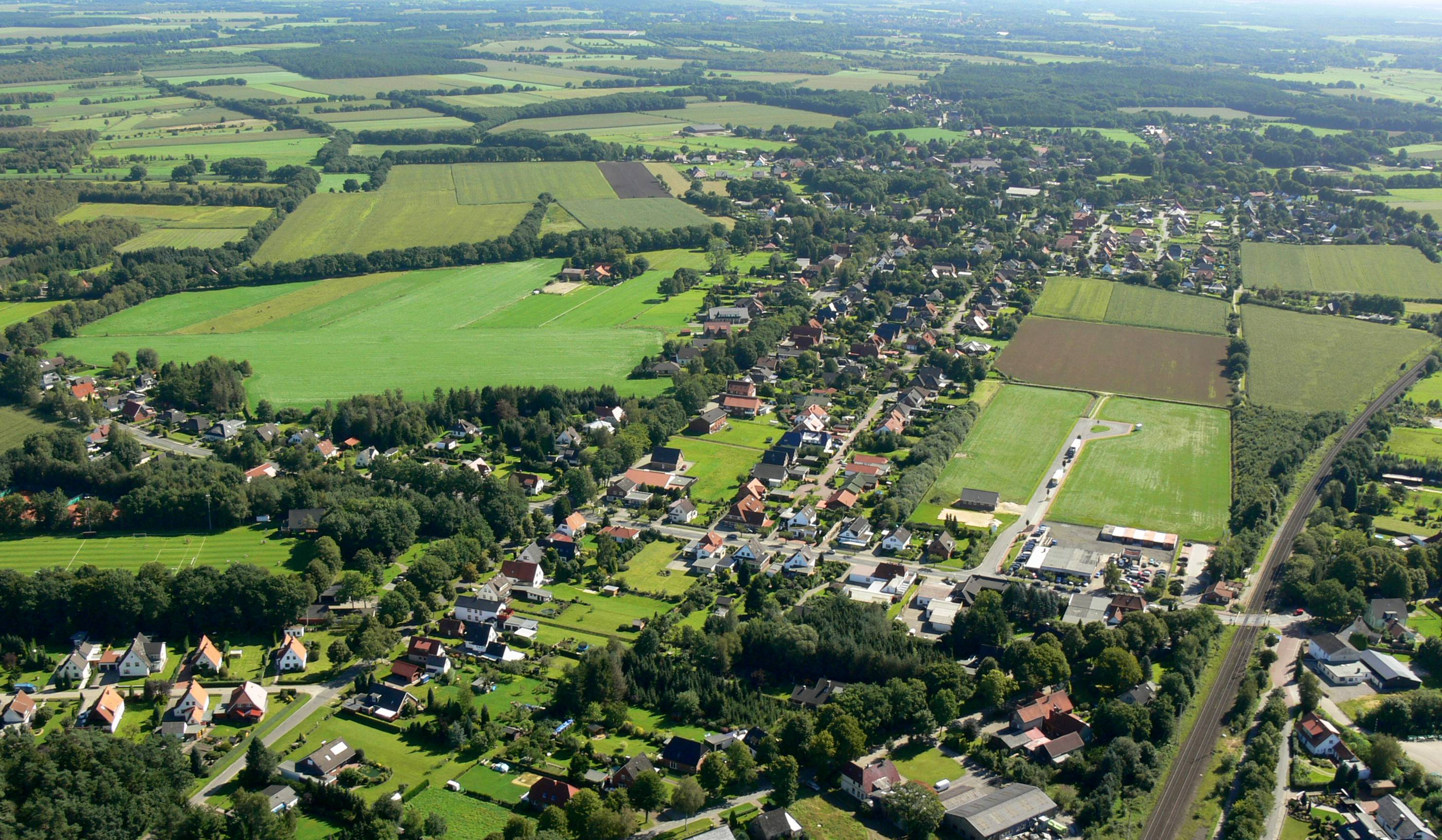
Lunestedt von Westen
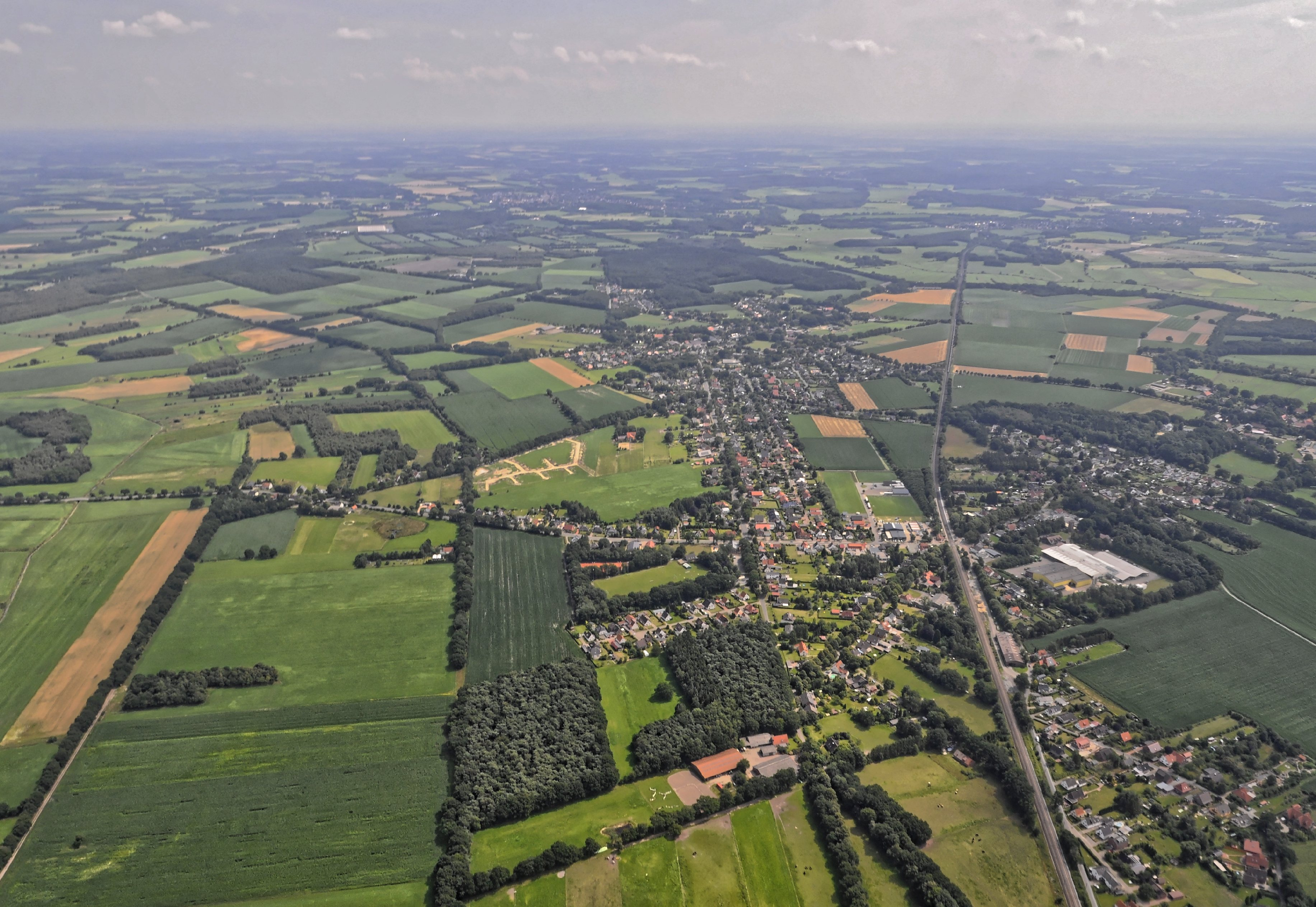
Lunestedt von oben

### Nachbarorte
(Quelle:)

## Geschichte

### Entstehung des Ortes
Lunestedt ist unter diesem Namen am 1. Juli 1968 im Zuge der Gebietsreform aus den zuvor selbständigen Gemeinden Freschluneberg und Westerbeverstedt gebildet worden. Der Ort wurde erstmals 860 zusammen mit einer Reihe anderer Orte der Region zwischen Ems und Elbe in einer Aufzeichnung des Erzbischofs Ansgar über Wunderheilungen am Grab Willehads genannt. Dort ist dokumentiert, worauf der Name Westerbeverstedt beruht: Es gab Biber in der Gegend. Und Westerbeverstedt war das „Dorf Westristan bever igi seti“, das „Dorf der auf der westlichen Biberinsel Sitzenden“. Der Biber steht als Symbol im Wappen Lunestedts und als Holzfigur an der Hauptkreuzung des Ortes bei der Volksbank. Hügel- und Großsteingräber zeugen von wesentlich früherer Besiedlung auf den Geesteinseln nördlich der Lune.

### Franzosenzeit
In der Franzosenzeit gehörten Westerbeverstedt und Freschluneberg im Departement der Elbe- und Weser-Mündung zwischen März und Dezember 1810 zum Königreich Westphalen, danach zum Departement der Wesermündungen. Es entstand als eines der drei hanseatischen Departements am 1. Januar 1811 infolge der Annexion des Gebietes durch Frankreich. Nach dem Sieg der Alliierten über Napoléon I. 1814 wurde das Departement wieder Teil des Königreichs Hannover.

### Seit 1900
1927 gehören die heutigen Ortsteile Freschluneberg und Westerbeverstedt zum Kreis Geestemünde, Amtsgericht Wesermünde-Geestemünde, Post Freschluneberg, Finanzamt Wesermünde-Land.
Die Gemeinde wurde 2008 Kreissieger für den Landkreis Cuxhaven im Wettbewerb Unser Dorf hat Zukunft. Die 1150-Jahr-Feier fand im Juni 2010 statt.

### Eingemeindungen
1971 wurde die Gemeinde Lunestedt eine der neun Mitgliedsgemeinden der Samtgemeinde Beverstedt.
Seit dem 1. November 2011 ist die zuvor selbständige Gemeinde Lunestedt eine Ortschaft in der Einheitsgemeinde Beverstedt.

### Einwohnerentwicklung
Freschluneberg und Westerbeverstedt (vor der Bildung von Lunestedt)
| Jahr                       | 1910   | 1925   | 1933   | 1939   | 1950          | 1956          | 1961          |
| -------------------------- | ------ | ------ | ------ | ------ | ------------- | ------------- | ------------- |
| Einwohner Freschluneberg   | 333    | 385    | 420    | 419    | 0733          | 0618          | 0616          |
| Einwohner Westerbeverstedt | 368    | 544    | 576    | 561    | 1036          | 1082          | 1118          |
| Quelle                     | [ 10 ] | [ 11 ] | [ 11 ] | [ 11 ] | [ 12 ] [ 13 ] | [ 12 ] [ 13 ] | [ 14 ] [ 15 ] |

Lunestedt
| Jahr | Einwohner | Quelle |
| ---- | --------- | ------ |
| 1970 | 19470     | [ 16 ] |
| 1973 | 20210     | [ 17 ] |
| 1975 | 2127 ¹    | [ 18 ] |
| 1980 | 2225 ¹    | [ 19 ] |
| 1985 | 2231 ¹    | [ 19 ] |
| 1990 | 2230 ¹    | [ 19 ] |

| Jahr | Einwohner | Quelle |
| ---- | --------- | ------ |
| 1995 | 2299 ¹    | [ 19 ] |
| 2000 | 2511 ¹    | [ 19 ] |
| 2005 | 2531 ¹    | [ 19 ] |
| 2010 | 2565 ¹    | [ 19 ] |
| 2016 | 25550     | [ 20 ] |
| 2023 | 25620     | [ 1 ]  |

¹ jeweils zum 31. Dezember
|  |

## Religion
Die St. Ansgari-Kirchengemeinde Lunestedt ist eine evangelische Kirchengemeinde im Kirchenkreis Wesermünde-Süd des Sprengels Stade. Seit dem 1. Januar 2024 bilden die Kirchengemeinden Lunestedt, Beverstedt und Altuneberg die neue „Dreieinigkeits-Gesamtkirchengemeinde Altluneberg-Beverstedt-Lunestedt“.

## Politik

### Gemeinderat und Bürgermeister
Auf kommunaler Ebene wird die Ortschaft Lunestedt vom Beverstedter Gemeinderat vertreten.

### Ortsvorsteher
Der Ortsvorsteher von Lunestedt ist Thorsten Steinberg (CDU). Die Amtszeit läuft von 2021 bis 2026.

### Wappen
Die unteren Wappenentwürfe der Ortsteile verschmolzen im Jahre 1968 zu dem neuen Lunestedter Kommunalwappen.
| Wappen von Lunestedt | Blasonierung: „In Grün über blauem, mit silbernem Wellenbalken bedeckten Schildfuß, ein steigender goldener Biber, heraldisch links von einer zunehmenden silbernen Mondsichel begleitet.“                                           |
| Wappen von Lunestedt | Wappenbegründung: Der Biber erinnert an die Bedeutung des mittelniederdeutschen Wortes „bever“. Die zunehmende Mondsichel weist auf die Deutung „fresch = neu“ hin, der blaue Schildfuß mit dem silbernen Wellenbalken auf die Lune. |

### Wappen der Ortsteile
Die beiden Wappenentwürfe der zusammengelegten Ortsteile Freschluneberg und Westerbeverstedt stammen von dem Heraldiker und Wappenmaler Albert de Badrihaye, der zahlreiche Wappen im Landkreis Cuxhaven erschaffen hat.
| Westerbeverstedt | Freschluneberg |

## Kultur und Sehenswürdigkeiten

### Bauwerke, Baudenkmale
- Hofanlage Freschluneberger Straße 26 aus dem 19. Jahrhundert
- Wohn- und Wirtschaftsgebäude Deelbrügger Straße 3 von um 1860 in Fachwerk
- Wohn- und Wirtschaftsgebäude Dorfstraße 35 von um 1850 in Fachwerk
- Wohnhaus Kirchenstraße 27 von 1895, davor stand hier das abgebrannte Gutshaus
- Otterbiotop Lunestedt
- Großsteingräber bei Freschluneberg (die drei Grabanlagen wurden in den 1840er Jahren zerstört)
- Großsteingrab Westerbeverstedt (wurde im 19.- oder frühen 20. Jahrhundert zerstört)
- Fachwerkhaus Haus Köser: von 1976 bis um 2005 Sitz der Heimatfreunde Lunekring gegründet von Marion Köser (1926–2005); das gesammelte Kulturgut, kam in das Dorphuus
- Fachwerkhaus Dorphuus (Sitz des  Arbeitskreises Dorphuus im Heimatverein der Samtgemeinde Beverstedt);  ein Fachwerkhaus aus Köhlen bis 2009 wieder aufgebaut für Veranstaltungen, Konzerte, Ausstellungen, für die Sammlung und das Natureum des Forums Natur-Lunekring.

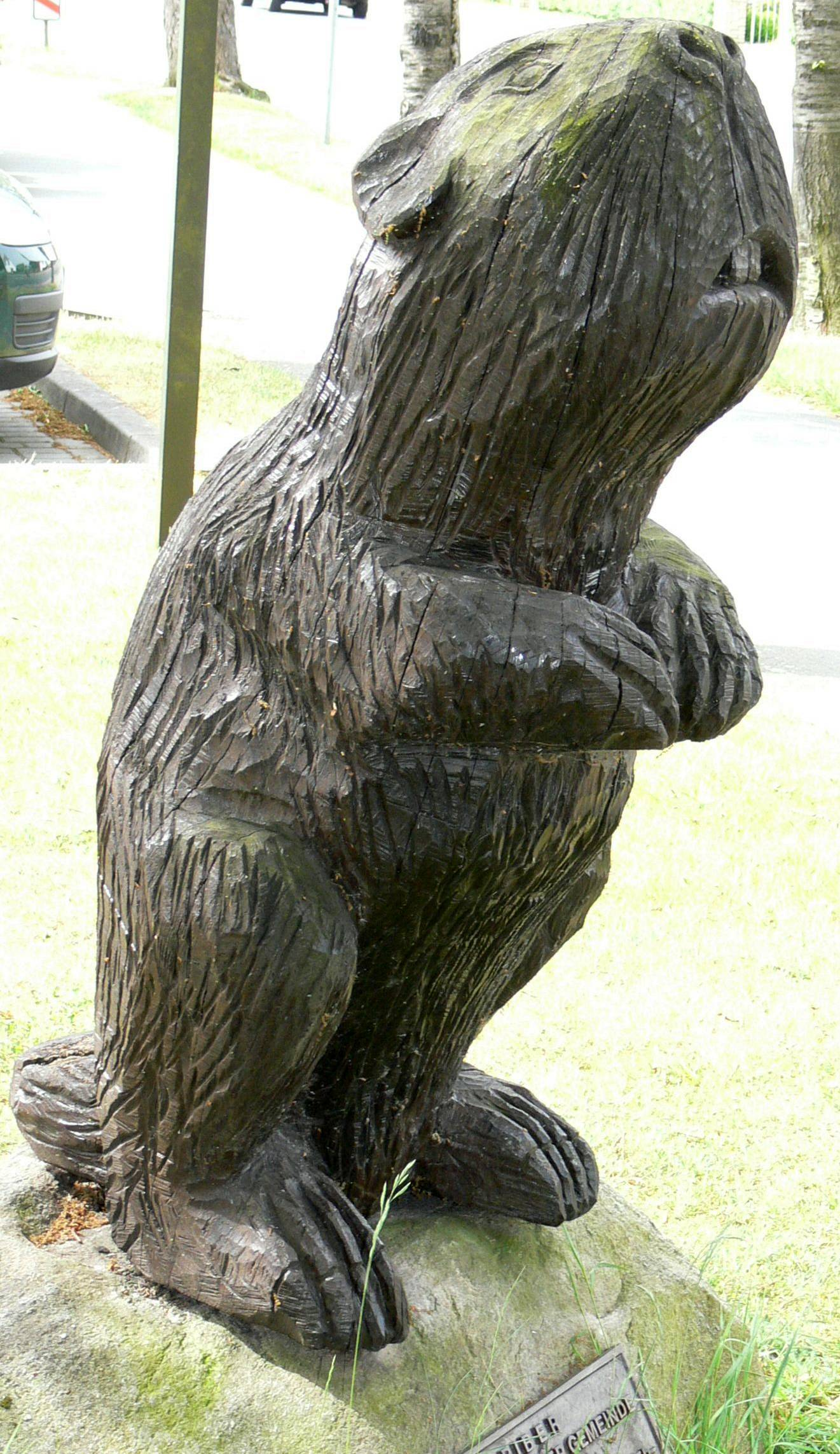
Wappenfigur vor der Volksbank
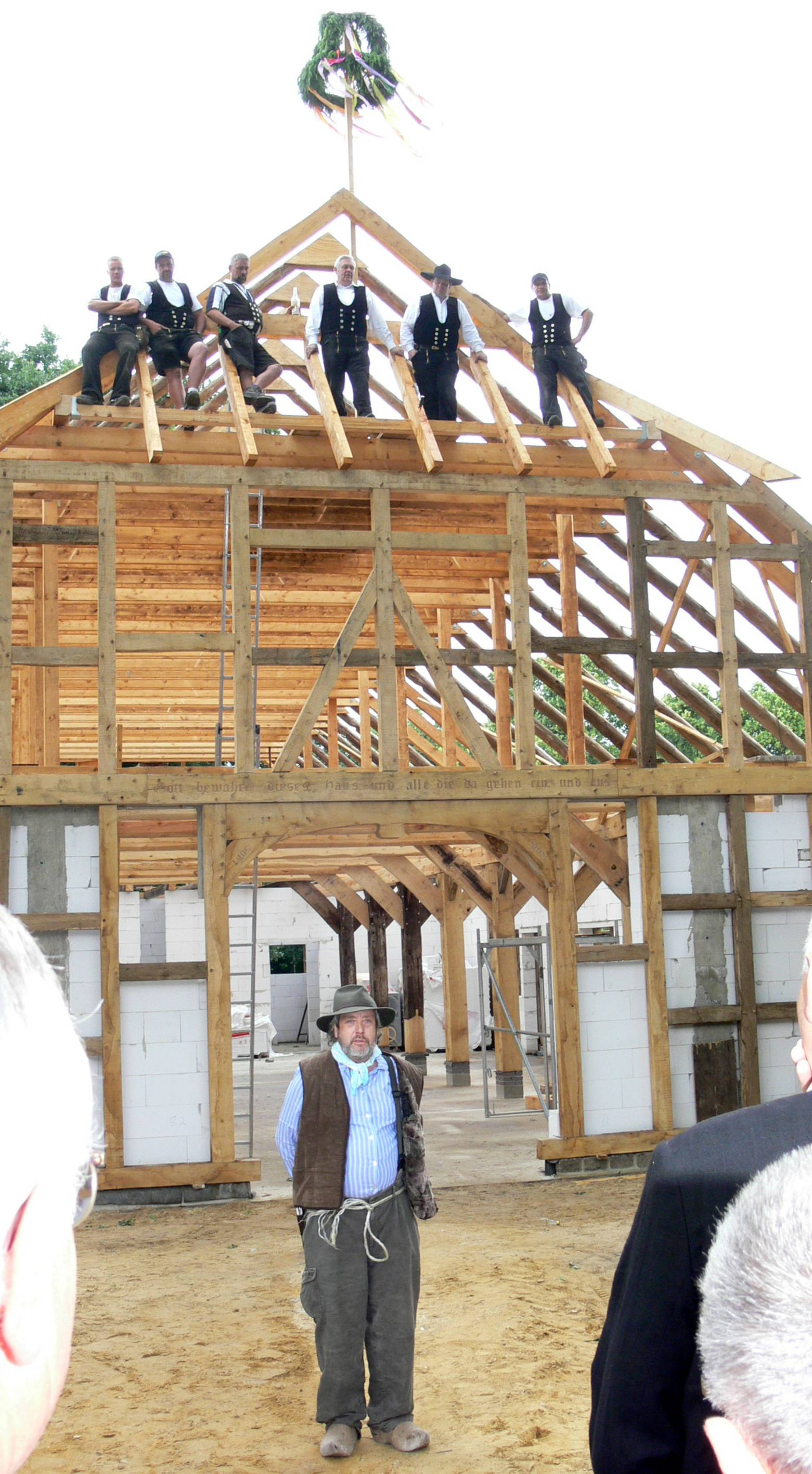
Hermann Kück (Lunekring) spricht beim Richtfest des Dorphuuses
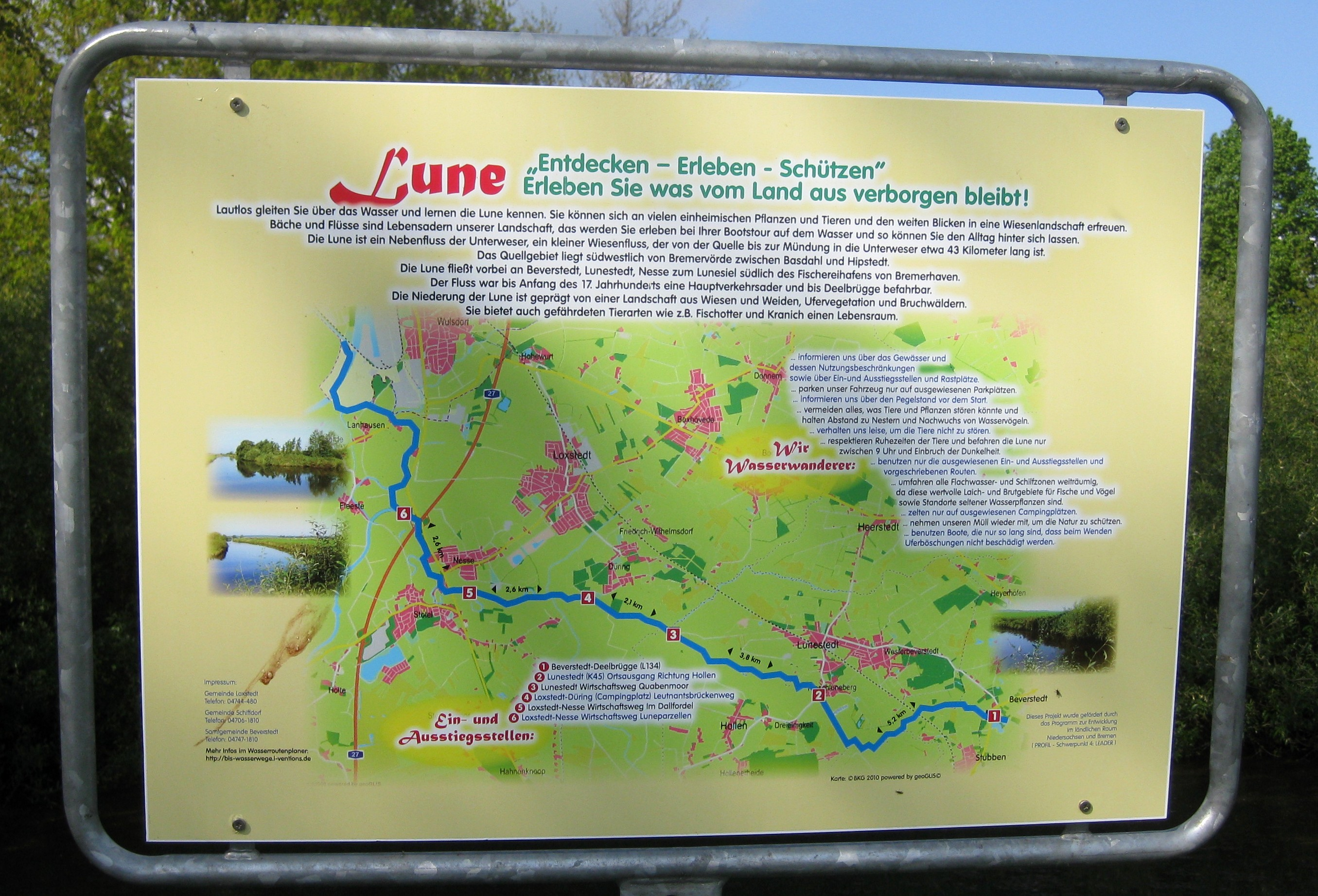
Wasserwege
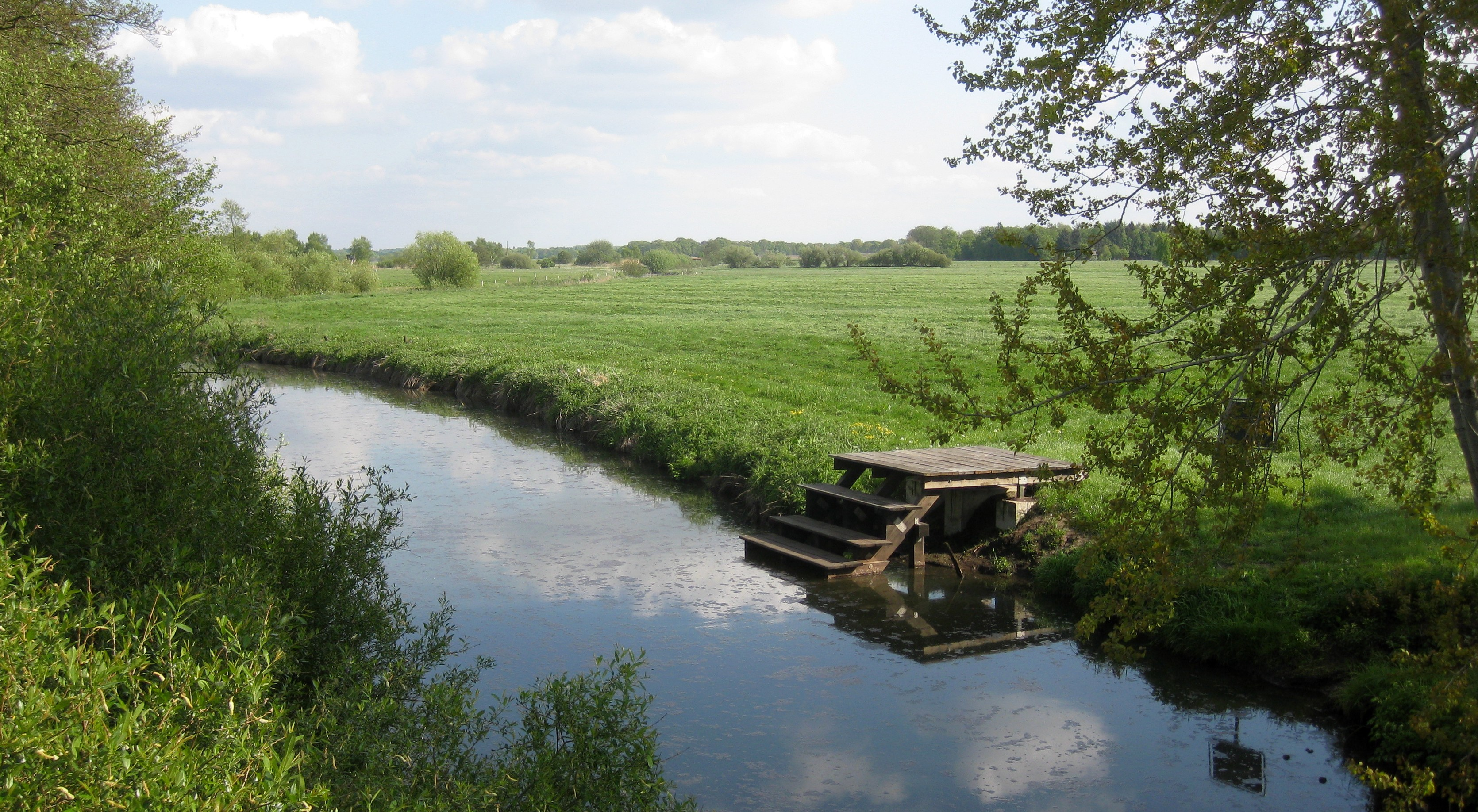
Anlegestelle am Ortsausgang von Lunestedt
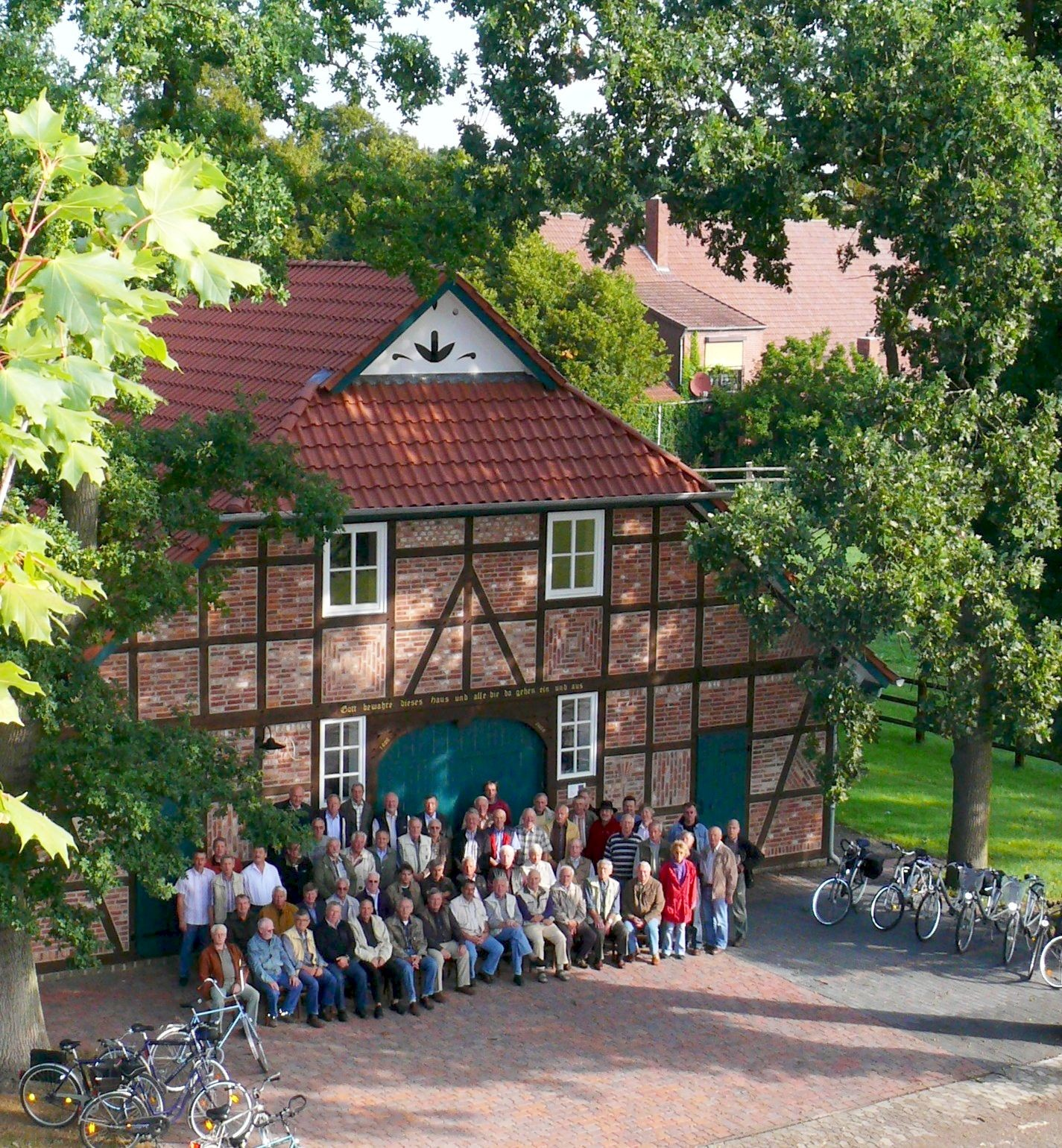
Helfer beim Aufbau des Lunestedter Dorphuuses
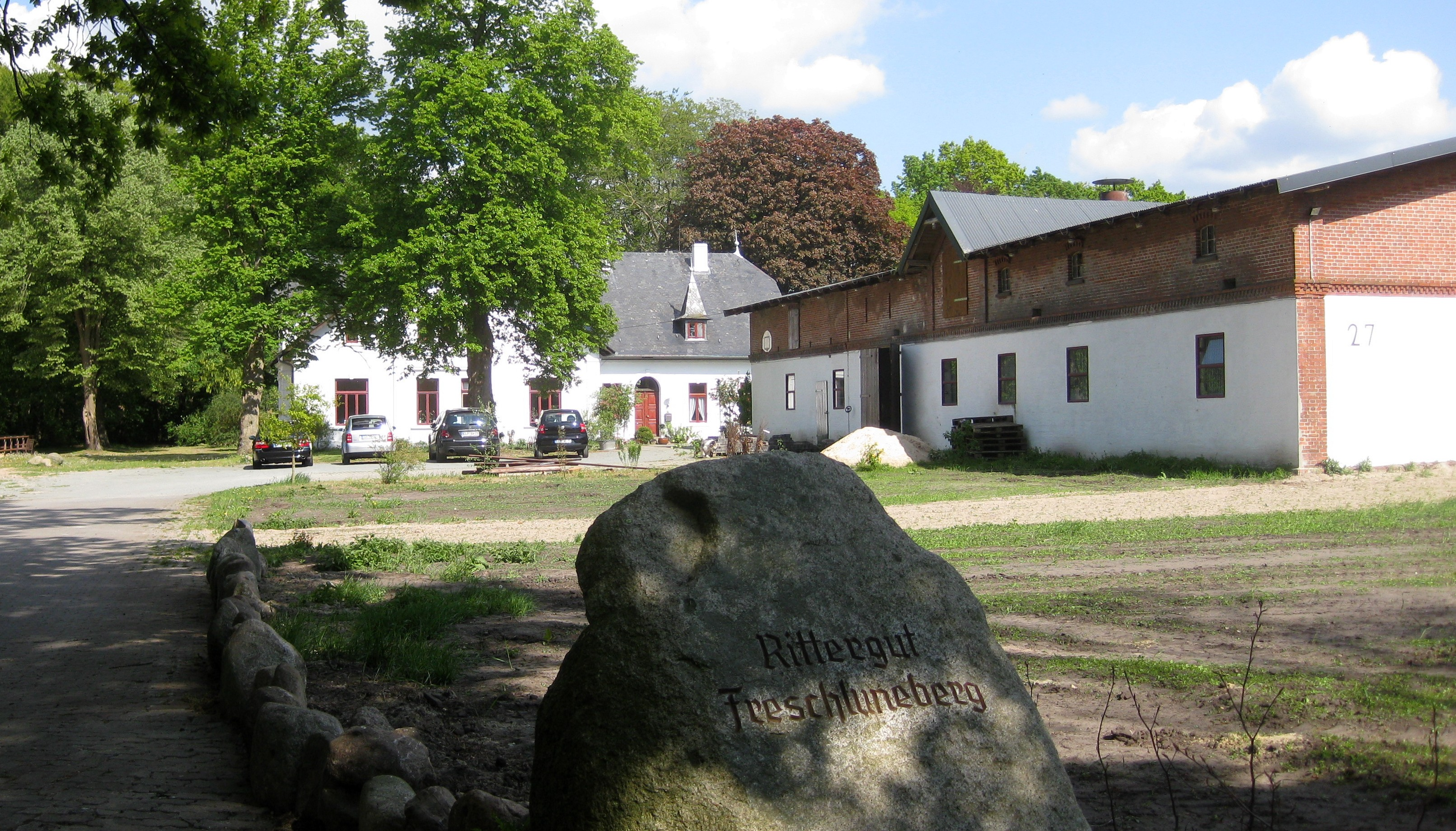
Gut Freschluneberg
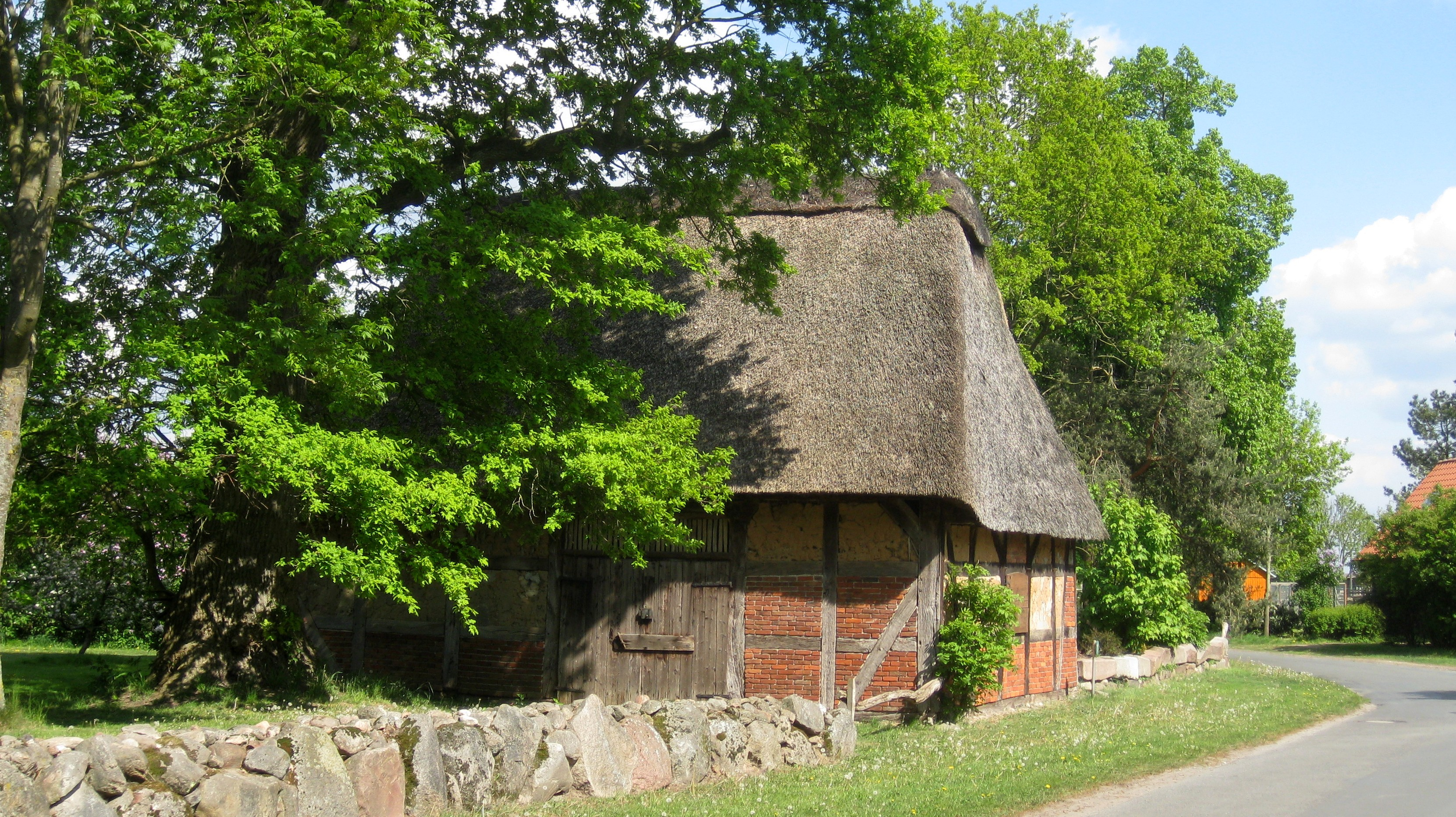
Durchfahrtscheune gegenüber Lange Str. 26 (jetzt Freschluneberger Str. 26)
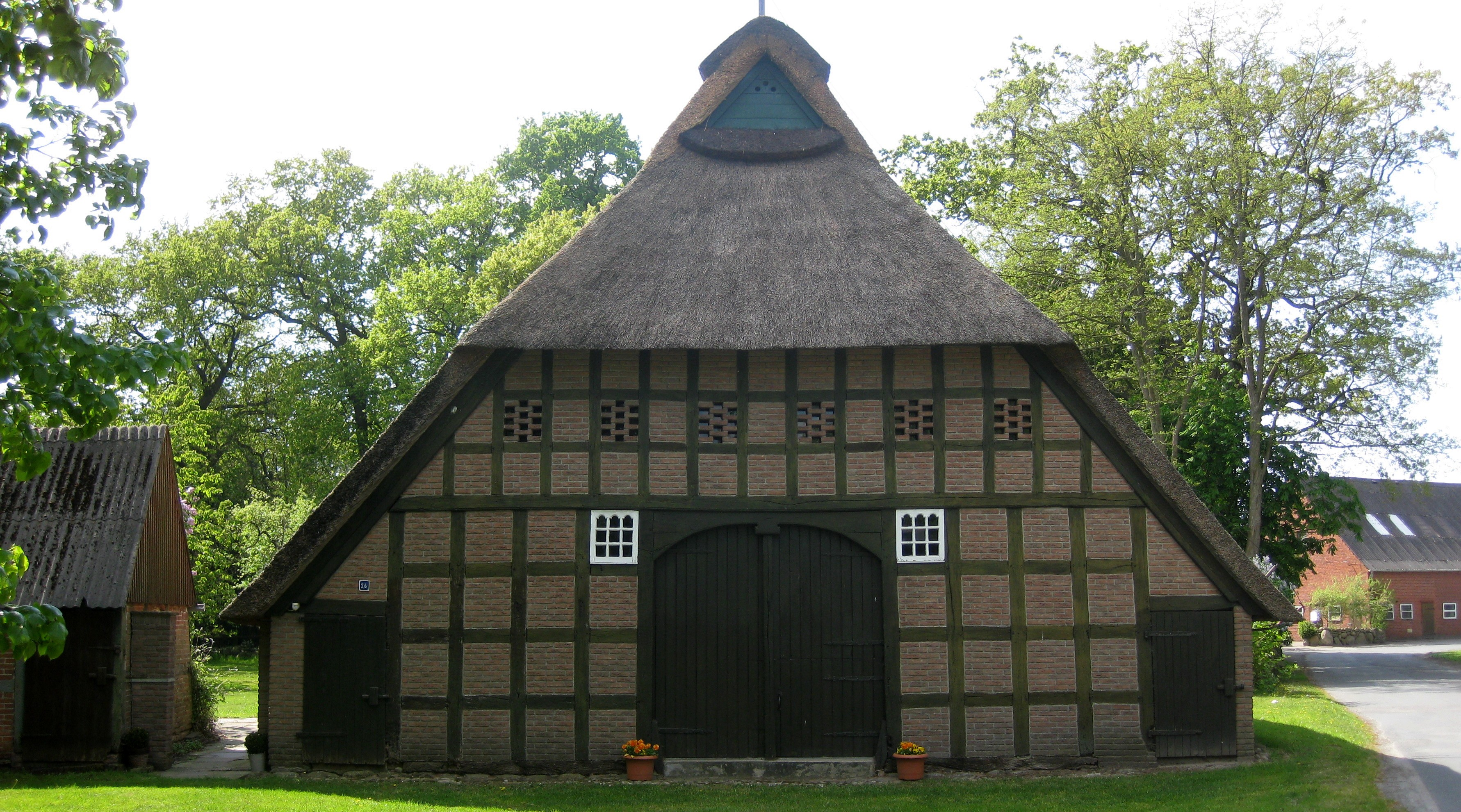
Hofanlage Freschluneberger Straße 26
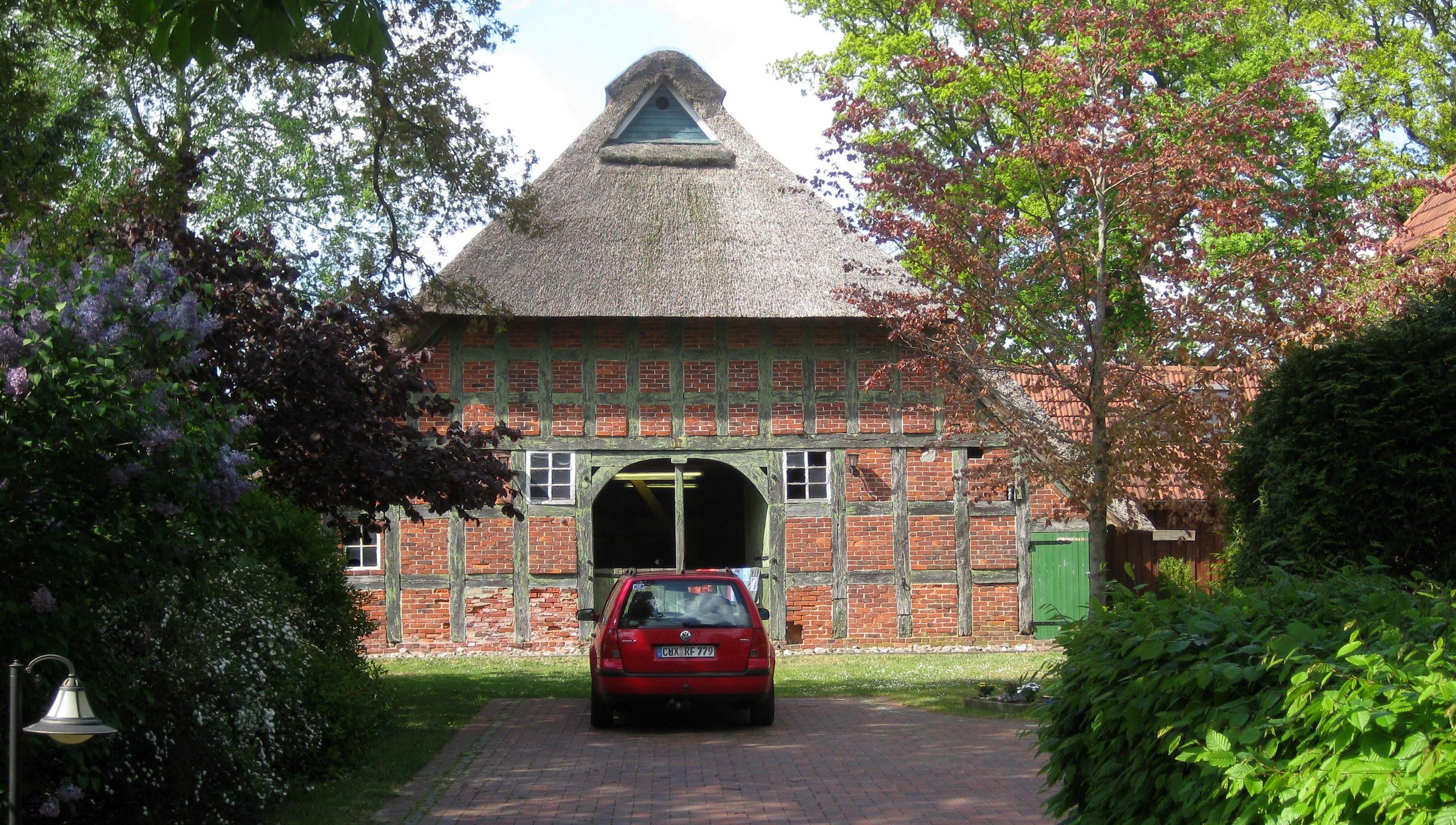
Wohnhaus, Deelbrügger Str. 3
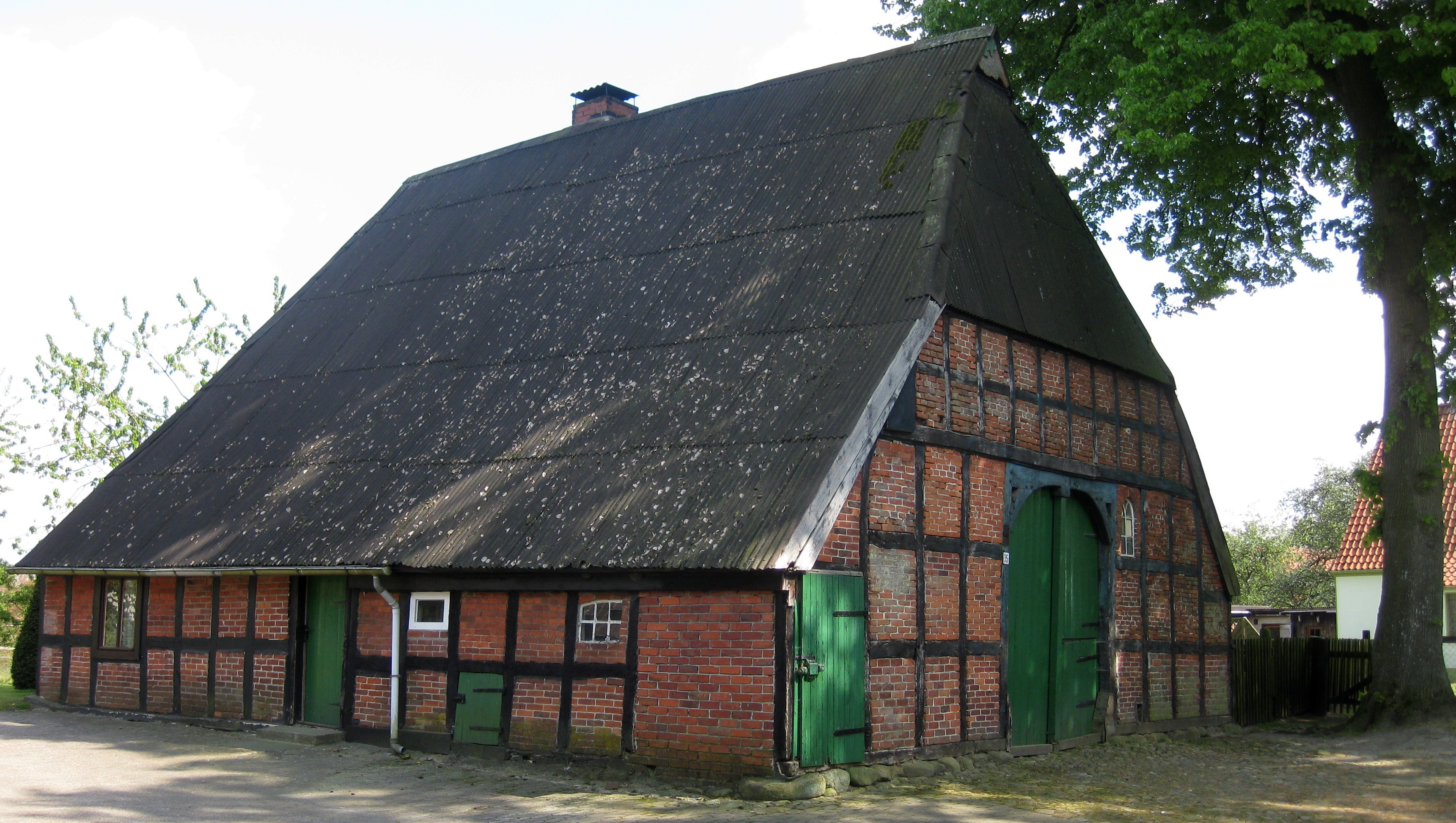
Wohnhaus, Dorfstr. 35
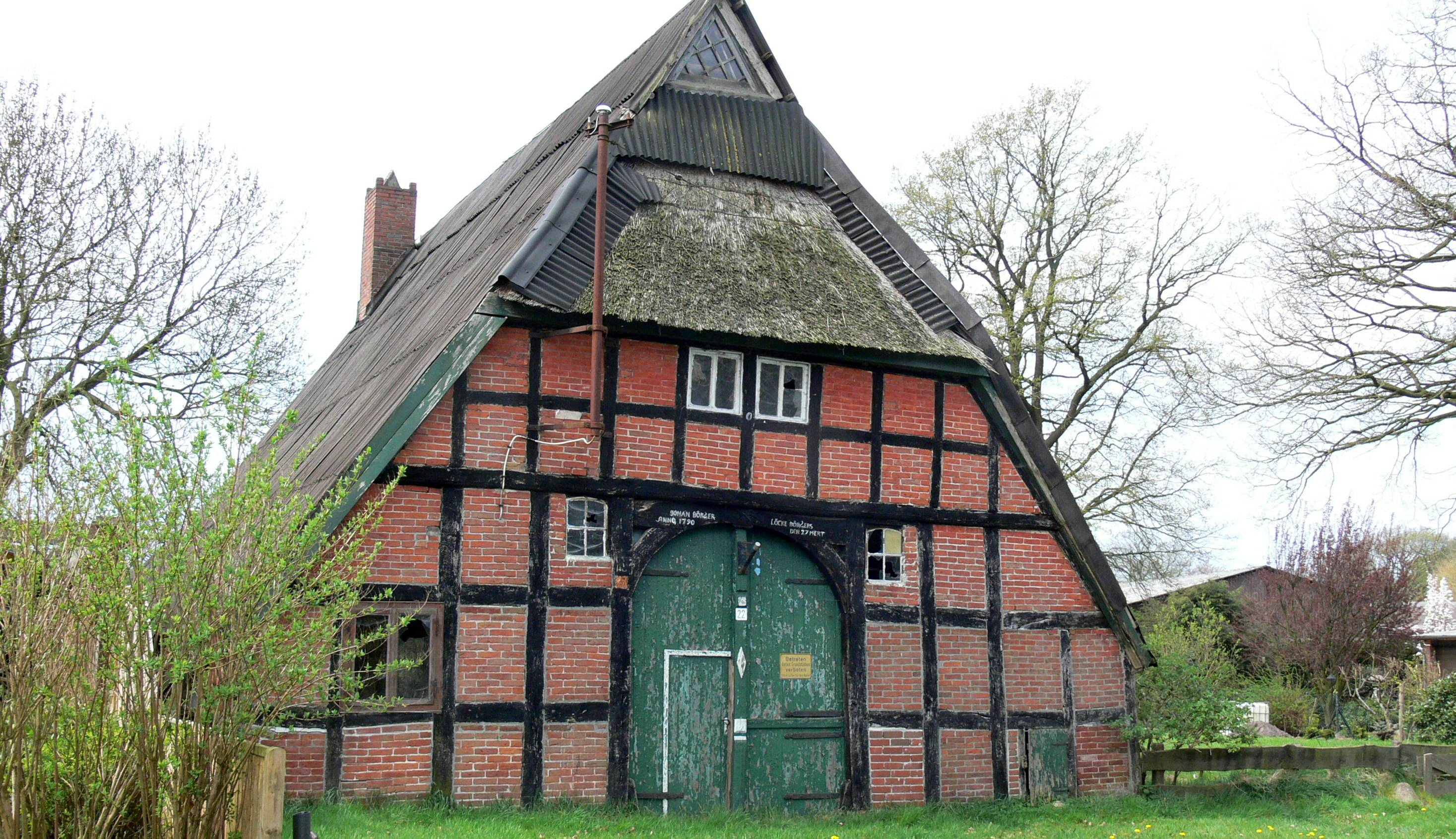
Wohnhaus Dorfstr. 22 (im Sommer 2011 abgerissen)
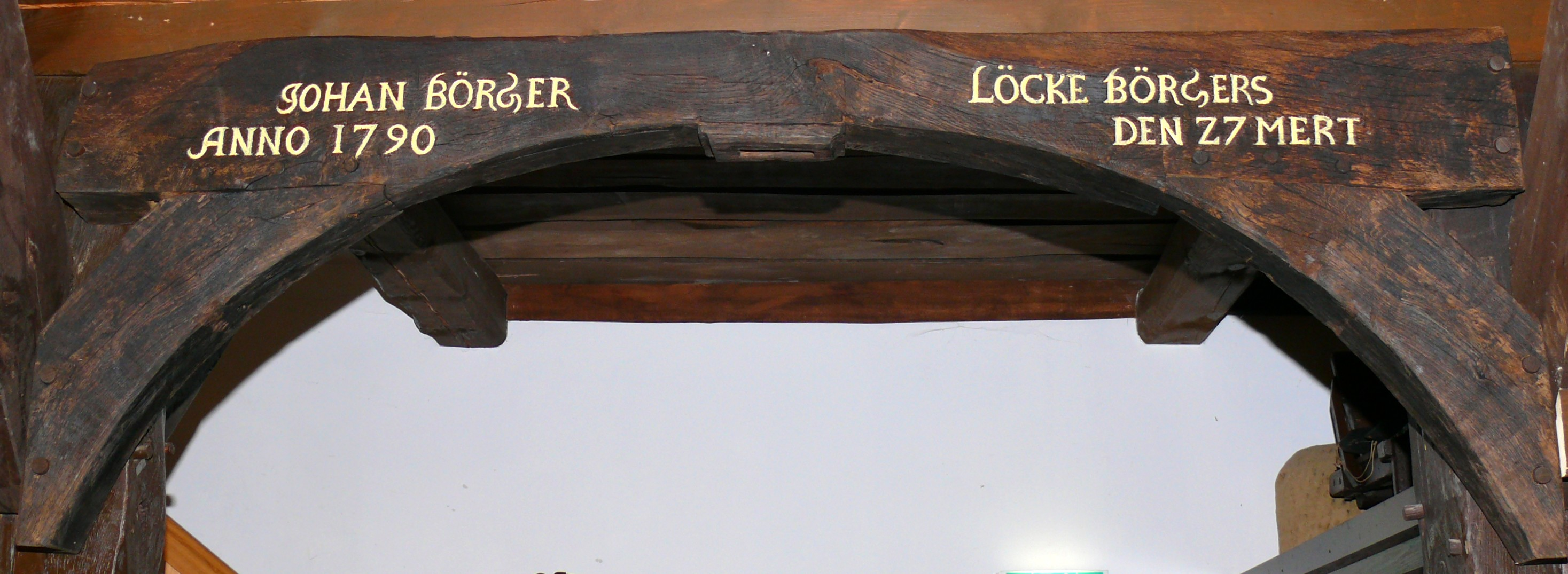
Torbalken des Hauses Dorfstr. 22 (jetzt im Dorphuus Lunestedt)

### Parks und Grün
Lunestedt ist ein Dorf mit viel Grün; Neubaugebiete sind durch Fuß- und Radwege strukturiert. An mehreren Stellen stehen Bäume mitten auf der Straße. 13 Feldgehölze wurden vor mehr als 15 Jahren in Lunestedts Feldmark angelegt. Im jährlich von den Vereinen des Ortes durchgeführten „Umwelttag“ sind mehr als 60.000 Bäume gepflanzt und die Landschaft gepflegt worden. Das Otterbiotop (ehemalige Teichkläranlage) an der Lune wird instand gehalten vom Forum Natur-Lunekring. Die Gruppe legte auch einen Naturlehrpfad an.
Lunestedt ist bekannt für die Japanische Kirschblüte im Frühjahr: Die Straßen Zum Lunebogen und Heerstedter Straße sind zum Teil alleehaft mit Bäumen der Japanischen Blütenkirsche bepflanzt.

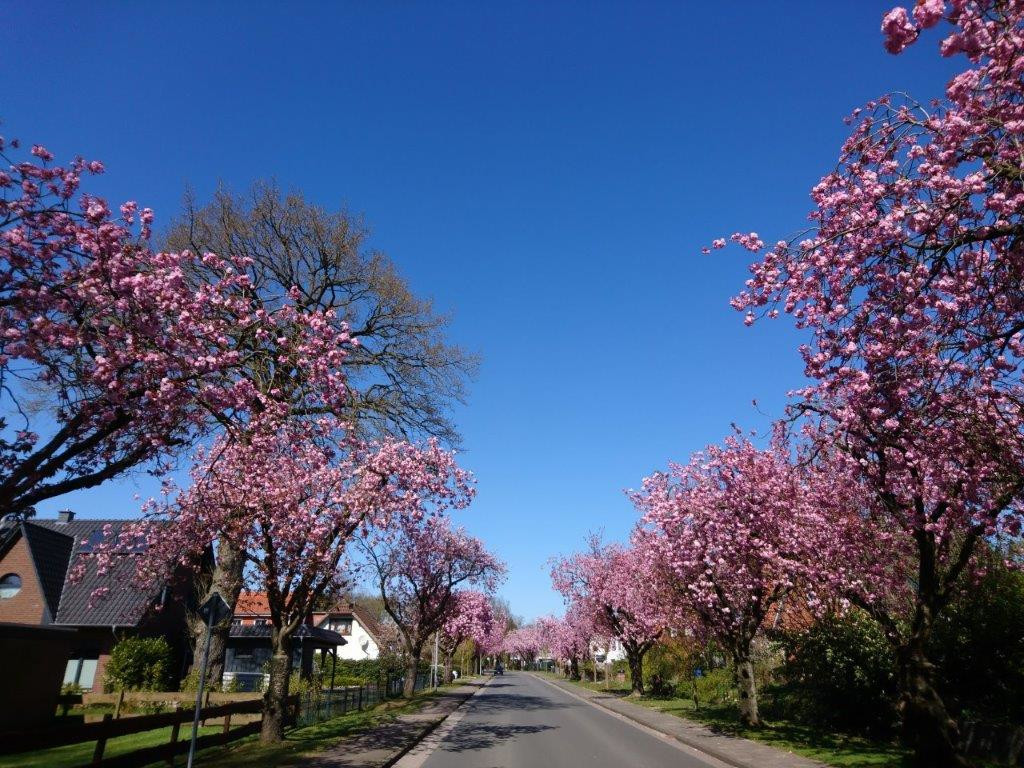
Allee Zum Lunebogen
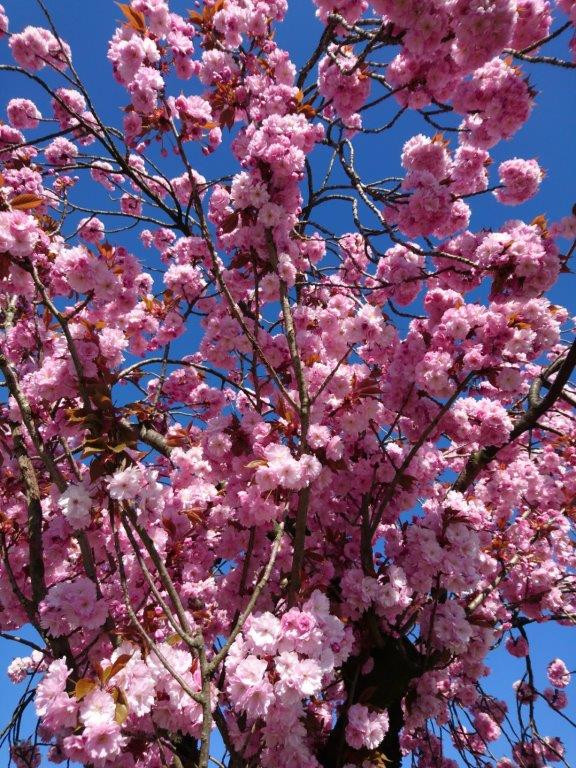
Blüten der Japanischen Blütenkirsche

### Kanufahrten auf der Lune
Die Lune war bis Anfang des 17. Jahrhunderts von der Mündung aufwärts bis Beverstedt-Deelbrügge mit Schiffen befahrbar. Heute ist der Fluss mit dem Kanu befahrbar.

### Regelmäßige Veranstaltungen
- Jährlich: Osterfeuer am Reithornsberg, Pfingstbaumaufstellen, Weihnachtsmarkt (Sonnabend vor dem ersten Advent)
- Lunestedter Weihnachtsmusik in der Ansgari-Kirche (Sonnabend vor dem zweiten Advent)[22]
- Adventsfenster am Dorphuus an den Adventssonntagen
- Alle vier Jahre: Dorfgemeinschaftsfest und versetzt dazwischen Erntefest
- Alle zwei Jahre: Sommerfest des Dreamteam Lunetown (DTL) und das Rockfestival Lubi Rockt

### Vereine
(siehe auch die Seite „Vereinsleben“ auf der Seite der Gemeinde Beverstedt)
- Freiwillige Feuerwehr (400 Mitglieder)
- Landfrauen
- DRK/JRK (300 Mitgl.)
- Gewerbeverein (bis 2019 – danach aufgelöst)
- Sozialverband Deutschland
- Kameradschaft ehemaliger Soldaten Lunestedt

### Sport
- TSV (Turn- und Sportverein, 1200 Mitgl.)
- Lunestedter Tennisverein (130 Mitgl.)
- Schützenverein Westerbeverstedt (258 Mitgl.)
- Schützenverein Freschluneberg (105 Mitgl.)
- Angelsportverein (350 Mitgl.)
- Freunde des Lubibades
- Naikan Dojo e. V. – Verein für traditionelle Kampfkunst, Selbstverteidigung und Gesundheit

Zum Schwimmen stand in den 1960er Jahren die Baggerkuhle – am Wegesrand nach Düring gelegen – zur Verfügung. Heute ist das 1975 eröffnete Lubibad das einzige Bad im südlichen Kreis Cuxhaven mit wettkampfgerechten Bahnen.

### Musik / Chöre
- Ansgari-Chor
- L’unisono-Chor[24]
- Lunedudel-Ensemble[25]
- Trianti[26]
- Musikschule Lunestedt[27]
- Musikschule Westerbeverstedt[28]
- Klangspielplatz Lunestedt, Zum Waldblick 6

## Wirtschaft und Infrastruktur

### Wirtschaft
In Lunestedt werden 1270 ha der Gemeindefläche (etwa 75 %) landwirtschaftlich als Acker- und Grünland genutzt. 13 Betriebe haben eine Größe zwischen 20 und 100 Hektar. Aufgrund der günstigen Verkehrsverbindungen und einer regen Bautätigkeit ist mit einem stetigen Anwachsen der Bevölkerung zu rechnen. An der Straße „Zum Lunebogen“ (früher: Bahnhofstraße) befindet sich ein Gewerbegebiet mit einer Möbelfabrikation und der Zentrale einer landwirtschaftlichen Genossenschaft. Im neu ausgewiesenen Gewerbegebiet „Ortsmitte“ (am Bahnhof) nutzen erste Betriebe die Erweiterungs- und Entwicklungsmöglichkeiten, u. a. eine Spedition. An der Straße nach Heyerhöfen befindet sich eine Biogas-Anlage, eine zweite „Am Geeren“.
Im Ort gibt es einen Einkaufsmarkt, zwei Schlachtereien, eine Bäckerei-Verkaufsstelle, eine Apotheke und zwei Restaurants. Zwei Reiterhöfe  gibt es in Lunestedt. Nachdem die Filiale der Wespa geschlossen wurde, gibt es nur noch am ehemaligen Standort der Volksbank Bremerhaven-Cuxland einen Geldautomaten. In Bahnhofsnähe gibt es eine Kfz-Werkstatt und eine Spedition. Eine Hausärztin, zwei Zahnarztpraxen sowie ein Fitness-Studio stellen die Gesundheit der Bevölkerung sicher. Seit Sommer 2013 gibt es auch einen Tierarzt im ehemaligen Gemeindebüro. Zudem existiert eine Heilpraktiker-Praxis. Insgesamt werden 220 Arbeitsplätze im Ort vorgehalten.
Lunestedter Betriebe hatten sich zum inzwischen aufgelösten Gewerbeverein zusammengeschlossen.

### Windkraft
2014/15 wurde in Lunestedt (z. T. in Heerstedt und Stinstedt) der Windpark Lunestedt/Heerstedt gebaut: 14 Windkraftanlagen, mit einer Höhe von 150 m, einer Leistung von 38,5 MW. Die Stromproduktion von 85.000.000 kWh/Jahr reicht, um 24.000 Haushalte mit Strom zu versorgen. Investiert wurden 67.000.000 Euro. 5 % der Summe, die an die Eigentümer der Grundstücke ausgeschüttet werden, zahlt der Betreiber an den gemeinnützigen Förderverein Windpark Lunestedt, der das Geld (etwa 13.000 Euro jährlich) für soziale Projekte im Ort ausgibt. Gebaut wurde der Park von dem 1990 in Bremerhaven gegründeten Unternehmen Energiekontor, nach der Inbetriebnahme wurde er an Capital Stage AG (Hamburg) verkauft. Die Abwicklung des Betriebs verblieb aber in Händen von Energiekontor.

### Verkehr
Lunestedt hat einen Bahnhof an der Bahnstrecke Bremen–Bremerhaven. Im Stundentakt fahren seit dem 12. Dezember 2010 nicht mehr Regionalbahnen, sondern Regio-S-Bahnen der Linie RS 2 nach Bremen und Bremerhaven.
| Linie | Verlauf | Takt                                                                |
| ----- | --- | ------------------------------------------------------------------- |
| RS 2  | Bremerhaven-Lehe – Bremerhaven Hbf – Bremerhaven-Wulsdorf – Loxstedt – Lunestedt – Stubben – Lübberstedt – Oldenbüttel – Osterholz-Scharmbeck – Ritterhude – Bremen-Burg – Bremen Hbf – Bremen-Hemelingen – Dreye – Kirchweyhe – Barrien – Syke – Bramstedt (b Syke) – Bassum – Twistringen Stand: Fahrplanwechsel Dezember 2023 | 60 min 30 min (Bremen Hbf–Bremerhaven-Lehe in der HVZ-Lastrichtung) |

Ein Taxi-Unternehmen sorgt für Mobilität ohne Fahrplan, und das Anrufsammel-Taxi (AST) fährt fahrplanmäßig innerhalb der Gemeinde (seit dem 1. September 2008). Dieses verkehrt an allen Tagen der Woche (auch Schulferien).
Die Bundesautobahn A 27 verläuft elf Kilometer westlich. Die A 22 (jetzt: A 20) sollte ab 2020 an der Ortsgrenze zu Heerstedt verlaufen.

### Bildung, Soziales, Sport
- Grundschule (um 160 Schüler) mit Turnhalle, Sport- und Hartplatz in Westerbeverstedt
- Evangelische Kindertagesstätte Zum Lunebogen
- Evangelische Kindertagesstätte Die Lunestedter Schmetterlinge[34]
- Kinderhort an der Grundschule
- Sportplatz (ein Sportplatz an der Grundschule und einer am Reithornsweg)
- Lubi-Schwimmbad in den Sommermonaten

## Persönlichkeiten

### Söhne und Töchter des Ortes
- Nikolaus Gehr (* 27. April 1890; † 2. Juni 1968), Tischlermeister und Firmengründer der „Gehr – Yacht and Aircraft Interior“, er wurde auf dem Friedhof in Lunestedt-Freschluneberg begraben[35][36][37]
- Marie Grab, geb. Scherff (* 7. Juli 1901; † 15. Januar 1982), Dorfchronistin und Heimatdichterin, Mitarbeiterin der Nordsee-Zeitung, Mitbegründerin des Lunekrings, sie wurde auf dem Friedhof in Lunestedt-Westerbeverstedt begraben[38][39]
- Hildegard Wesche, geb. Krone (* 3. Juni 1914; † 29. April 1992), Gründungsmitglied des DRK-Ortsvereins (12. Oktober 1952), erhielt 1985 das Bundesverdienstkreuz, sie wurde auf dem Friedhof in Lunestedt-Westerbeverstedt begraben[40][41]
- Karl-Heinz Ahrens (* 17. Juli 1920; † 28. Mai 2022), Bürgermeister von 1956 bis 1988, 1982 ausgezeichnet mit dem Bundesverdienstkreuz[42]
- Marion Köser (* 9. November 1926; † 6. Mai 2005), Gründerin und Sponsorin des Lunekrings, Sammlerin dörflichen Kulturgutes im Hause Köser[43]
- Hermann Kück (* 1947), Naturschützer, erhielt am 23. Juli 2015 das Bundesverdienstkreuz[44]
- Estella Weigelt, promovierte Wissenschaftlerin am AWI in Bremerhaven, nahm an der ersten Überwinterung einer Frauengruppe des AWIs teil, die im Eis von der Öffnung der innerdeutschen Grenze hörte und in Kontakt mit der Georg-Forster-Antarktisstation der DDR trat[45]
- Jutta Mülich, geb. Spormann (* 27. März 1953; † 19. September 2011), Schriftstellerin, sie wurde auf dem Friedhof in Lunestedt-Freschluneberg begraben[46][47]
- Carl Gerken, ehemaliger Geschäftsführer der „Advanced Surgical Devices“ (ASD) von Smith&Nephew Deutschland, Geschäftsführer der Lune-Grund GmbH & Co. KG[48]
- Sandra Immoor (* 1969), Chefredakteurin Bild der Frau[49]

### Personen, die mit dem Ort in Verbindung stehen
- Johann Ganten (1855–1936), Lehrer, seit 1914 in Freschluneberg, Initiator des Bürgerparks Bremerhaven von 1908
- Helmut Richter (* 30. September 1908; † 3. Juni 1992), Innenarchitekt in Lunestedt und von 1939 bis 1946 Inhaber der Möbelfabrik Helmut Richter in Colmnitz (Sachsen), er wurde auf dem Friedhof in Lunestedt-Westerbeverstedt begraben[50]
- Klaus Bemmer (1921–1979), Kunstmaler, von 1968 bis 1979 in Lunestedt
- Hans Ganten (* 1937), Rechtsanwalt (Baurechtler), Enkelsohn von Johann Ganten
- Detlev Ganten (* 1941), Molekular- und Evolutionsmediziner, ging in Freschluneberg zur Schule[51]
- Astrid Vockert (* 1956), Politikerin (CDU) und Mitglied des Niedersächsischen Landtags, von 1980 bis 1982 Jugendpflegerin in Lunestedt
- Anna Zenker-Friedrichs, Organisatorin der Ukraine-Hilfe „Mamas für Mamas“[52]

## Sagen und Legenden
- Die Pestgruben:[53] In der Feldmark von Westerbeverstedt haben Bauern Pestgruben weitab vom Dorf angelegt, „um wenigstens ein paar Tiere zu retten“. Davon sollen einige noch erkennbar sein.